# Adaluma wilkinsi
Adaluma wilkinsi är en fjärilsart som beskrevs av Riley 1928. Adaluma wilkinsi ingår i släktet Adaluma och familjen juvelvingar. Inga underarter finns listade i Catalogue of Life.